# Liesijärvi (sjö i Ylöjärvi, Birkaland)
Liesijärvi är en sjö i kommunen Ylöjärvi i landskapet Birkaland i Finland. Sjön ligger 160,9 meter över havet. Arean är 1,92 kvadratkilometer och strandlinjen är 16,17 kilometer lång. Sjön  ingår i Kumo älvs huvudavrinningsområde.   Den ligger omkring 50 km norr om Tammerfors och omkring 210 km norr om Helsingfors. I sjön finns bland andra öarna som ingår i Majasaaret. Sydväst om Liesijärvi ligger Seitseminens nationalpark. 